# Santa Maria de Vila-rodona
Santa Maria és una església parroquial neoclàssica del segle xviii protegida com a bé cultural d'interès local al centre de la vila de Vila-rodona (Alt Camp). Adscrita a l'arxiprestat de l'Alt Camp de l'arquebisbat de Tarragona, té com a sufragània la parròquia de Sant Jaume de Bràfim.

## Descripció
L'església és de planta de creu llatina, d'una sola nau amb capelles laterals. Els suports són pilars i pilastres, i els arcs de mig punt. La nau central es cobreix amb volta de canó amb llunetes, i el creuer amb cúpula damunt petxines, que es manifesta exteriorment en forma de cimbori vuitavat. El campanar és als peus, a l'esquerra de la façana. Té planta quadrada i dos cossos vuitavats. La façana és senzilla i va ser reconstruïda, juntament amb el campanar, fa pocs decennis. L'edifici és de paredat i pedra.

## Història
L'església parroquial de Santa Maria de Vila-rodona fou bastida entre els anys 1793-1797 damunt un temple romànic anterior. Va pertànyer al Bisbat de Barcelona fins a l'any 1957. Una placa col·locada a la porta d'accés recorda que el 1954 es procedí a la reconstrucció de la torre i de la façana.